# NGC 5833
NGC 5833 (również PGC 54250) – galaktyka spiralna (Sbc), znajdująca się w gwiazdozbiorze Ptaka Rajskiego. Odkrył ją John Herschel 4 kwietnia 1835 roku.